# Carlo Monza
Carlo Monza (1735? Milán – 19. prosince 1801 tamtéž) byl italský varhaník a hudební skladatel.

## Život
Studoval hudbu v Miláně u Giovanni Fioroniho a pravděpodobně také u Giovani Sammartiniho, se kterým ho pojilo dlouholeté přátelství. V roce 1768 se stal varhaníkem na milánském vévodském dvoře. 22. května 1771 se stal členem prestižní Filharmonické akademie v Bologni. V roce 1775 se po Sammartiniho smrti stal vévodským kapelníkem.
V roce 1785 opustil kariéru operního skladatele a cele se věnoval duchovní hudbě. V této oblasti byl velmi plodný, zkomponoval více než 200 chrámových skladeb.
Často bývá zaměňován se skladatelem Carlo Ignaziem Monzou, který žil v letech 1680–1739.

## Dílo

### Opery
- Olimpiade (libreto Pietro Metastasio, 1758, Milán, Teatro Regio Ducale)
- Sesostri, re d'Egitto (libreto Pietro Pariati, 1759, Milán, Teatro Regio Ducale)
- Achille in Sciro (libreto Pietro Metastasio, 1764, Milán, Teatro Regio Ducale)
- Temistocle (libreto Pietro Metastasio, 1766, Milán, Teatro Regio Ducale)
- Oreste (libreto Mattia Verazi, 1766, Turín, Teatro Regio di Torino)
- Demetrio (libreto Pietro Metastasio, 1769, Řím, Teatro delle Dame)
- Adriano in Siria (libreto Pietro Metastasio, 1769, Teatro San Carlo Neapol)
- Germanico in Germania (libreto Nicola Coluzzi, 1770, Řím, Teatro delle Dame)
- Il finto cavalier parigino (intermezzi per musica, 1770, Řím)
- Nitteti (libreto Pietro Metastasio, 1771, Milán, Teatro Regio Ducale)
- Ariosto e Temira (libreto L. V. Savioli, 1771, Bologna)
- Antigono (libreto Pietro Metastasio, 1772, Řím, Teatro Argentina)
- Alessandro nell'Indie (libreto Pietro Metastasio, 1775, Milán, Teatro Regio Ducale)
- Cleopatra (libreto Cesare Olivieri, 1775, Turín, Teatro Regio di Torino)
- Demofoonte (libreto Pietro Metastasio, 1776, Alessandria)
- Caio Mario (libreto Gaetano Roccaforte, 1777, Benátky, Teatro San Benedetto)
- Attilio Regolo (libreto Pietro Metastasio, psáno pro karneval Monako 1777, neprovedeno)
- Ifigenia in Tauride (libreto Marco Coltellini, 1784, Milán, Teatro alla Scala)
- Enea in Cartagine (libreto Giuseppe Maria D'Orengo, 1784, Alessandria)
- Erifile (libreto Giovanni De Gamerra, 1785, Turín, Teatro Regio di Torino)

### Chrámová hudba
- 13 mší
- 30 Gloria
- 10 Credo
- 8 Credo, Sanctus e Benedictus
- Sanctus e Benedictus
- 4 introiti
- 3 graduali
- 18 offertori
- 14 antifone
- 39 inni
- 2 post-inni
- 39 salmi
- 17 Ecce nunc
- 11 Magnificat
- 11 Magnificat e Pater noster
- 11 Pater noster
- 20 motet pro 1 hlas
- 21 motet pro 2 hlasy
- 5 motet pro 3–8 hlasů
- Litania
- 3 Lucernario
- Pange lingua

### Instrumentální hudba
- 6 trií per archi, op. 1
- 6 kvartet per archi, op. 2
- 6 sonát pro cembalo a housle op. 3
- Sonata per flauto, 2 violini, 2 corni e basso in do magg.
- 2 sonate per salterio e basso in do magg. e sol magg.
- Sonáty pro cembalo
- Soáty pro varhany
- Pastorale pro varhany
- 6 variací pro cembalo
- 5 ouverture in re magg
- 1 ouverture in si magg
- 4 sinfonie in re magg
- Různé další sinfonie
- 7 notturni per trio d'archi